# ピエロ・レニョーリ
ピエロ・レニョーリ（Piero Regnoli, 1921年7月19日 - 2001年4月27日）は、イタリアの脚本家、映画監督、映画評論家。キャリアの晩年に手がけたルチオ・フルチ監督作品ではピエトロ・レニョーリ（Pietro Regnoli）とクレジットされた。マカロニ・ウェスタンの脚本執筆やスパイ映画の監督などの際に、ディーン・クレイグ（Dean Craig）名義を使用したこともある。

## 略歴
1921年、イタリア王国ラツィオ州ローマ県ローマに生まれる。
キャリアの初期には映画評論家としてバチカンの新聞「オッセルヴァトーレ・ロマーノ」に映画批評を寄稿していた。1949年と1954年にはヴェネツィア国際映画祭の審査員を務めた。
1950年、『ポンペイ最後の日』（1950）でマルセル・レルビエの助監督を務め、映画撮影の現場に進出する。
1951年、‘‘Operazione Mitra’’（1951、ジョルジョ・クリスタッリーニ監督）の脚本を執筆する。その後、コメディ映画‘‘Non è mai troppo tardi’’（1953、フィリッポ・ヴァルテル・ラッティ監督）などの脚本を執筆し、脚本家としての活動に重点を置くようになる。
1957年、イタリアで初の本格的ホラー映画『吸血鬼』I vampiri（1957）の脚本を執筆する。監督はリッカルド・フレーダとマリオ・バーヴァ。公開当時イタリア本国では話題とならずに終わったがフランスで注目を集め、後に恐怖映画の古典的傑作として再評価された。本作でレニョーリは助監督も務めている。
同年、メロドラマ映画‘‘La chiamavan Capinera...’’（1957）で監督デビュー。翌年には二本目の監督作品であるフィルム・ノワール‘‘Anche l’inferno trema (Un’ora per vivere)’’（1958）を発表した。
1960年、『グラマーと吸血鬼』L’ultima preda del vampiro（1960）を監督する。同年にマリオ・バーヴァ監督が大ヒットさせた『血ぬられた墓標』（1960）に便乗して、低予算で製作されたホラー映画である。今日ではあまり評価されていないB級映画だが、公開当時イタリアでは大ヒットとなった。
同年にはフィルム・ノワール風の‘‘Ti aspetterò all’inferno’’（1960）を監督しており、作品としては『グラマーと吸血鬼』以上に見るべき所のある佳作と評価されている。以降も脚本家として活動する傍ら、映画監督としても活動した。60年代にはローマ史劇ものやスパイものといった冒険映画を監督し、70年代になるとデカメロンものなどのエロティック・コメディを監督している。
脚本家としては1960年代から90年代まで、史劇映画、マカロニ・ウェスタン、イタリア式コメディ、戦争ものや刑事ものなどのアクション映画、エロティック映画、ホラー映画の脚本を数多く手がける。それらのほとんどが低予算のB級映画であったが、一部の作品はカルト映画として熱狂的なマニアから支持されている。特に70年代以降の脚本においては、ホラー映画、メルヘン、喜劇といった娯楽映画のストーリーにエロティックな要素を加味することで知られた。
脚本を手がけた作品のうちセルジオ・コルブッチ監督の『さすらいのガンマン』（1966）、カルロ・リッツァーニ監督の『帰って来たガンマン』（1966）といったマカロニ・ウェスタンは今日でも評価されている。また、これらの傑作と同年に製作された『黄金の三兄弟』（1966）はローマ史劇とマカロニ・ウェスタンを融合させた変わり種であり、一部で評価する声もあるが、出演したエンリコ・マリア・サレルノは後に「金のために引き受けた下らない仕事」の一例として挙げている。
レニョーリの名が今日でも記憶されているのは主にホラー映画の脚本においてである。フレーダ監督の『吸血鬼』は古典の地位を築いている他、『猟奇連続殺人』（1965）、『ナイトメア・シティ（吸血魔の街）』（1980）、『ゾンビ3』（1981）、『ルチオ・フルチの新デモンズ』（1990）はカルト映画として一部のマニアから支持されている。日本未公開の低予算ホラー映画の中では、『ローズマリーの赤ちゃん』（1968）を模倣したイタリア映画‘‘L’osceno desiderio -Le pene nel ventre-’’（卑猥な欲望/腹部の痛み、1978）、『エクソシスト』（1973）をポルノ的に焼き直した‘‘Malabimba’’（マラビンバ、1979）、オーストラリア映画『パトリック』（1978）の続編を無断で製作した‘‘Patrick vive ancora’’（パトリックは生きている、1980）、古城を舞台にしたゴシック的なエロティック・ホラー‘‘La bimba di Satana’’（サタンの娘、1982）といった映画は現在カルト映画の扱いを受けている。
これらのホラー映画で、レニョーリの脚本は怪奇物語をエロティックな解釈で脚本化したケースが多い。日本でよく知られた『ゾンビ3』や『ルチオ・フルチの新デモンズ』でも恐怖とエロスを融合させた脚本に特徴があり（『ゾンビ3』では母子の近親相姦が、『新デモンズ』ではフェラチオが、それぞれショッキングな場面と結び付けられる）、イタリア恐怖映画の脚本家の中でレニョーリは特異な地位に置かれている。
同時代に活躍したエルネスト・ガスタルディやダルダノ・サッケッティとは異なり、ジャッロと呼ばれるミステリー映画の脚本は少ない。そうした中で俳優ロッサノ・ブラッツィが監督した‘‘Salvare la faccia’’（1969）はレニョーリが脚本に参加した数少ないジャッロの一本であり、そこそこよく出来たスリラーとして評価されている。ただし映画本編にはレニョーリ及び共同脚本家レナート・ポルセッリの名前はクレジットされていない（ビアジョ・プロイエッティとディアナ・クリスポ夫妻が脚本家としてクレジットされている）。
1973年にはダイアン・ソーン主演のアメリカ映画‘‘The Erotic Adventures of Pinocchio’’ （1971）のヒットに刺激を受け、童話をエロティックに解釈した成人向けのファンタジー映画を二本監督する。そのうちの一本‘‘Biancaneve e i sette nani’’（白雪姫と七人の小人、1973）はディズニーのアニメ映画『白雪姫』（1937）を下敷きにしたエロティック映画であり、小人役として実際の小人症の人々が出演している。1974年のジッフォーニ国際映画祭でコンペティション外として上映された。
同年には童話原作のエロティック・コメディ第二弾‘‘La principessa sul pisello’’（エンドウ豆の王女、1973）を監督している。白雪姫とシンデレラを登場させたエロティックなファンタジー映画である。この映画は前作『白雪姫と七人の小人』に引き続いて1973年に製作されたが、検閲により劇場公開の禁止命令を受けてお蔵入りとなり、1976年になってようやく公開された。
1986年にはイタリアの歌手ニーノ・ダンジェロの監督・主演映画‘‘Giuro che ti amo’’（1986）で共同監督を務める。レニョーリにとってこの映画が最後の監督作品となった。
1994年、名カメラマンとして知られるジャンカルロ・フェランドの監督進出作品‘‘La ragazza di Cortina’’（1994、日本未公開）の脚本を担当。ヒットはしなかったが一部のマニアからは注目された。本作がレニョーリにとって実質的な最後の脚本となった。
1997年に公開されたTVドラマ‘‘Inquetudine’’（1997、日本未公開）の脚本にもクレジットされている。本作はもともと1992年に‘‘Una notte di terrore’’というタイトルのドラマ・シリーズのパイロット版として製作された50分程度の中編ドラマだったが、お蔵入りになっていた。製作から5年後に90分程度に再編集され、単発のドラマとしてTVで放映された。主演のクリスチャン・ボッロメーオは本作の公開時すでに俳優を引退し建築家となっていた。5年間もお蔵入りになっていた割に出来栄えはそこまで悪くはないジャッロであり、音楽にクラウディオ・シモネッティを迎える（再編集版ではピノ・ドナッジオの音楽を追加）など製作側の意欲が垣間見られる部分もあったが、話題にはならなかった。
2001年、ローマで死去。
妻のシルヴィア・インノチェンツィは映画の衣裳デザイナーであり、レニョーリの監督作品‘‘Appuntamento a Dallas’’（1964）などで衣裳を担当している。娘のダニエラ・レニョーリは女優であり、ポトラッチ劇場の創設者として知られる。

## 主な作品
| 公開年 | 作品名                                         | 原題                                               |
| ------ | ---------------------------------------------- | -------------------------------------------------- |
| 1957年 | 『吸血鬼』                                     | I vampiri                                          |
| 1958年 | ‘‘Anche l’inferno trema (Un’ora per vivere)’’  |                                                    |
| 1960年 | 『グラマーと吸血鬼』                           | L’ultima preda del vampiro                         |
| 1960年 | ‘‘Ti aspetterò all’inferno’’                   |                                                    |
| 1965年 | 『猟奇連続殺人』                               | Il terzo occhio                                    |
| 1966年 | 『さすらいのガンマン』                         | Navajo Joe                                         |
| 1966年 | 『帰って来たガンマン』                         | Un fiume di dollari                                |
| 1966年 | 『黄金の三兄弟』                               | Tre pistole contro Cesare                          |
| 1967年 | 『マッチレス殺人戦列』                         | Matchless                                          |
| 1968年 | 『北アフリカ戦線・ドイツ機甲部隊せん滅す』     | La lunga notte dei desertori (I 7 di Marsa Matruh) |
| 1969年 | 『西から来た男』                               | La porta del cannone                               |
| 1969年 | 『栄光の戦場』                                 | Il dito nella piaga                                |
| 1969年 | 『脱走機関車』                                 | 7 baschi rossi                                     |
| 1969年 | 『ギャングスターの掟』                         | La legge dei gangsters                             |
| 1969年 | ‘‘Salvare la faccia’’                          |                                                    |
| 1971年 | 『雪原に消ゆ』                                 | I leoni di Pietroburgo                             |
| 1973年 | 『白い牙』                                     | Zanna Bianca                                       |
| 1973年 | ‘‘Biancaneve e i sette nani’’                  |                                                    |
| 1973年 | ‘‘La principessa sul pisello’’                 |                                                    |
| 1974年 | 『泣く売女』                                   | Quelli che contano                                 |
| 1974年 | ‘‘La profanazione’’                            |                                                    |
| 1975年 | 『ブルージーンズ』                             | Blue Jeans                                         |
| 1976年 | 『狼と呼ばれる男』                             | Il conto è chiuso                                  |
| 1977年 | ‘‘Le calde notti di Caligola’’                 |                                                    |
| 1978年 | ‘‘L’osceno desiderio -Le pene nel ventre-’’    |                                                    |
| 1979年 | 『新ゴッドファーザー』                         | Napoli... la camorra sfida, la città risponde      |
| 1979年 | ‘‘Malabimba’’                                  |                                                    |
| 1979年 | ‘‘Lo scunizzo’’                                |                                                    |
| 1980年 | 『ナイトメア・シティ（吸血魔の街）』           | Incubo sulla città contaminata                     |
| 1980年 | ‘‘Patrick vive ancora’’                        |                                                    |
| 1981年 | 『ゾンビ3』                                    | Le notti del terrore                               |
| 1982年 | 『狂戦士サングラール』                         | Sangraal, la spada di fuoco                        |
| 1982年 | 『激突！美女軍団 アマゾネス・キング』          | Gunan il guerriero                                 |
| 1982年 | ‘‘La bimba di Satana’’                         |                                                    |
| 1983年 | 『エロチック・ゲーム』                         | Malombra                                           |
| 1984年 | 『エロチック・ゲーム2』                        | Maladonna                                          |
| 1984年 | 『ローラの秘め事』                             | Il peccato di Lola                                 |
| 1986年 | 『誘惑の館』                                   | Una storia ambigua                                 |
| 1986年 | 『覗き穴』                                     | Senza vergogna                                     |
| 1986年 | ‘‘Giuro che ti amo’’                           |                                                    |
| 1987年 | 『アーバンウォーリアーズ／人類最後の未来都市』 | Urban Warriors (Guerrieri urbani)                  |
| 1987年 | 『聖女（シスター）のもだえ』                   | Penombra                                           |
| 1988年 | 『青い体験/誘われて』                          | Oggetto sessuale                                   |
| 1989年 | 『レプリコップ／未来刑事』                     | Il giustiziere del Bronx                           |
| 1989年 | 『デッドリー・チェイス』                       | Sapore di morte                                    |
| 1990年 | 『ルチオ・フルチの新デモンズ』                 | Demonia                                            |
| 1991年 | 『ルチオ・フルチの地獄の門2』                  | Voci dal profondo                                  |
| 1991年 | 『殺しへの微笑』                               | Spiando Marina                                     |
| 1994年 | ‘‘La ragazza di Cortina’’                      |                                                    |
| 1997年 | ‘‘Inquetudine’’                                | ‘‘Una notte di terrore’’（1992）の再編集版         |